# Memorial de l'exercit soviètic
El Memorial de l'exercit soviètic, també conegut com a Monument a l'heroi de l'exèrcit roig (en alemany: Heldendenkmal der Roten Armee), està situat a la Schwarzenbergplatz de Viena i es va inaugurar el 1945. La columnata de marbre blanc semicircular construïda sobre una base de marbre, envolta parcialment una figura de bronze situada a uns dotze metres d'alçada que representa un soldat de l'Exèrcit Roig. La inscripció russa a la part superior de la columnata diu en alemany: «Salvació eterna als herois de l'Exèrcit Roig. que va caure en la lluita contra els alemanys -acaparadors de terres feixistes per la llibertat i la independència dels pobles d'Europa.» El monument es va construir per commemorar els 17.000 soldats de l'Exèrcit Roig morts en acció durant l'ofensiva de Viena a la Segona Guerra Mundial.

## Antecedents
Cap al final de la Segona Guerra Mundial a Europa, les forces soviètiques del 3r Front d'Ucraïna van rebre l'ordre de Joseph Stalin de capturar Viena, tant amb finalitats militars estratègiques com per utilitzar-la com a moneda de negociació després de la guerra amb els Aliats. Després d'intensos combats urbans, Viena va ser capturada per les forces soviètiques el 14 d'abril de 1945.

## El monument
El monument va ser dissenyat per MA Intesarjan (escultor) i SG Jakovlev (arquitecte) sota la supervisió de la construcció de Mikhail Alexandrowitsch Scheinfeld. L'escultor Krejci i l'arquitecte de jardins Albert Esch també varen participar en el disseny.
A la tauleta de pedra que es pot veure davant del peu del monument s'hi pot llegir "Monument en honor als soldats de l'exèrcit soviètic que varen caure per allibera a Àustria del Feixisme.
El monument va ser inaugurat el 19 d'agost de 1945 amb discursos dels representants del Comandament de l'Exèrcit Roig, el canceller d'estat Karl Renner, el secretari d'estat Ernst Fischer, el secretari d'estat Leopold Figl i l'alcalde Theodor Körner. El coronel general soviètic Gusjev va lliurar el monument a la ciutat de Viena. Una desfilada de tropes soviètiques, americanes, angleses i franceses va concloure les celebracions.

## Vandalisme
El monument ha estat cada cop més sotmès a actes de vandalisme d'inspiració política al segle xxi. L'abril de 2012 es va tirar pintura vermella sobre una part del monument. El maig de 2014 va ser pintar amb els colors de la bandera d'Ucraïna durant l'inici de la guerra russo-ucraïnesa. El febrer de 2015 es va vessar pintura negra sobre el text d'una ordre de Joseph Stalin en què felicita les forces soviètiques per la seva victòria a l'ofensiva de Viena el 1945.

## Galeria d'imatges

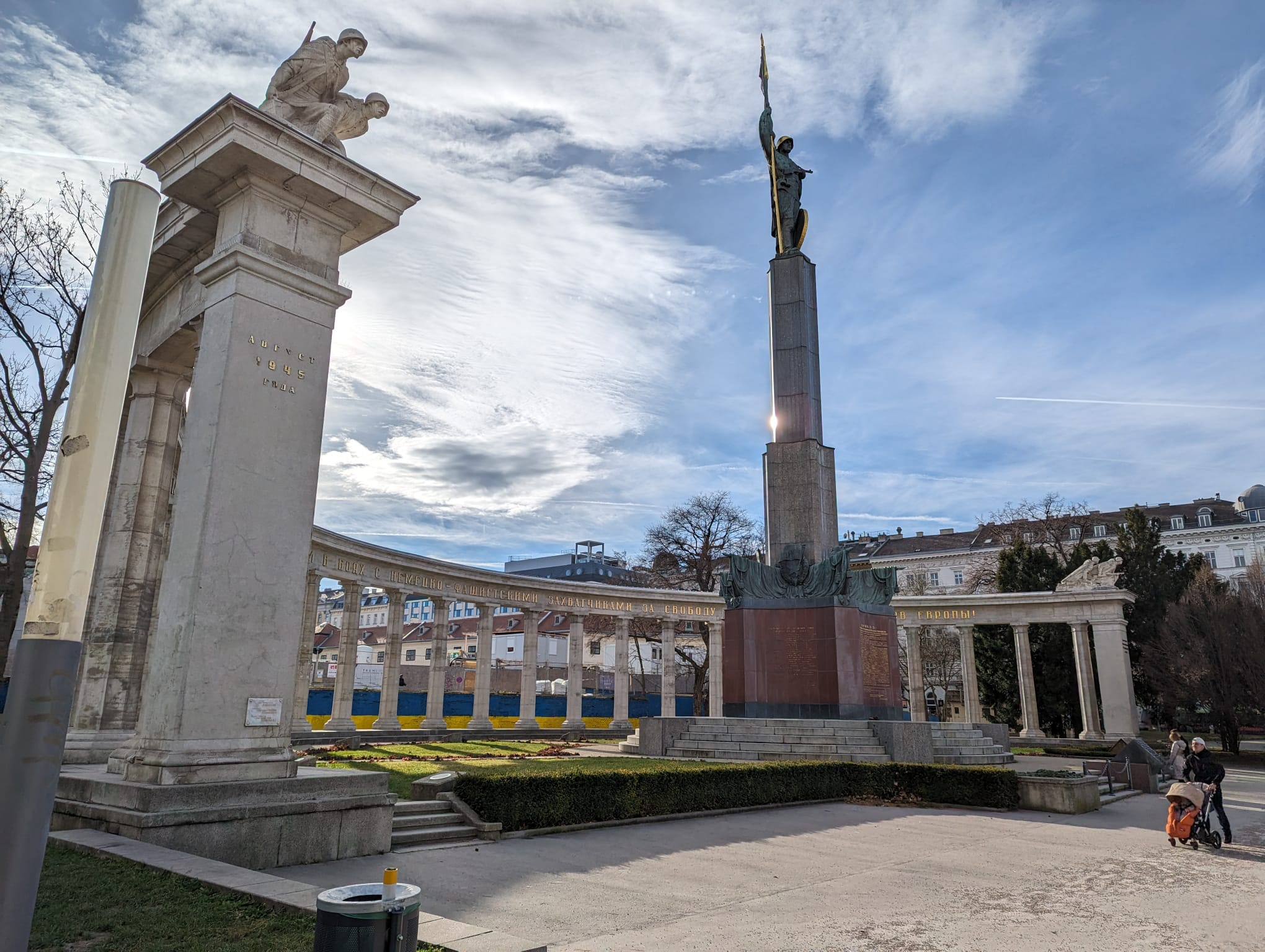
Vista general lateral del monument.
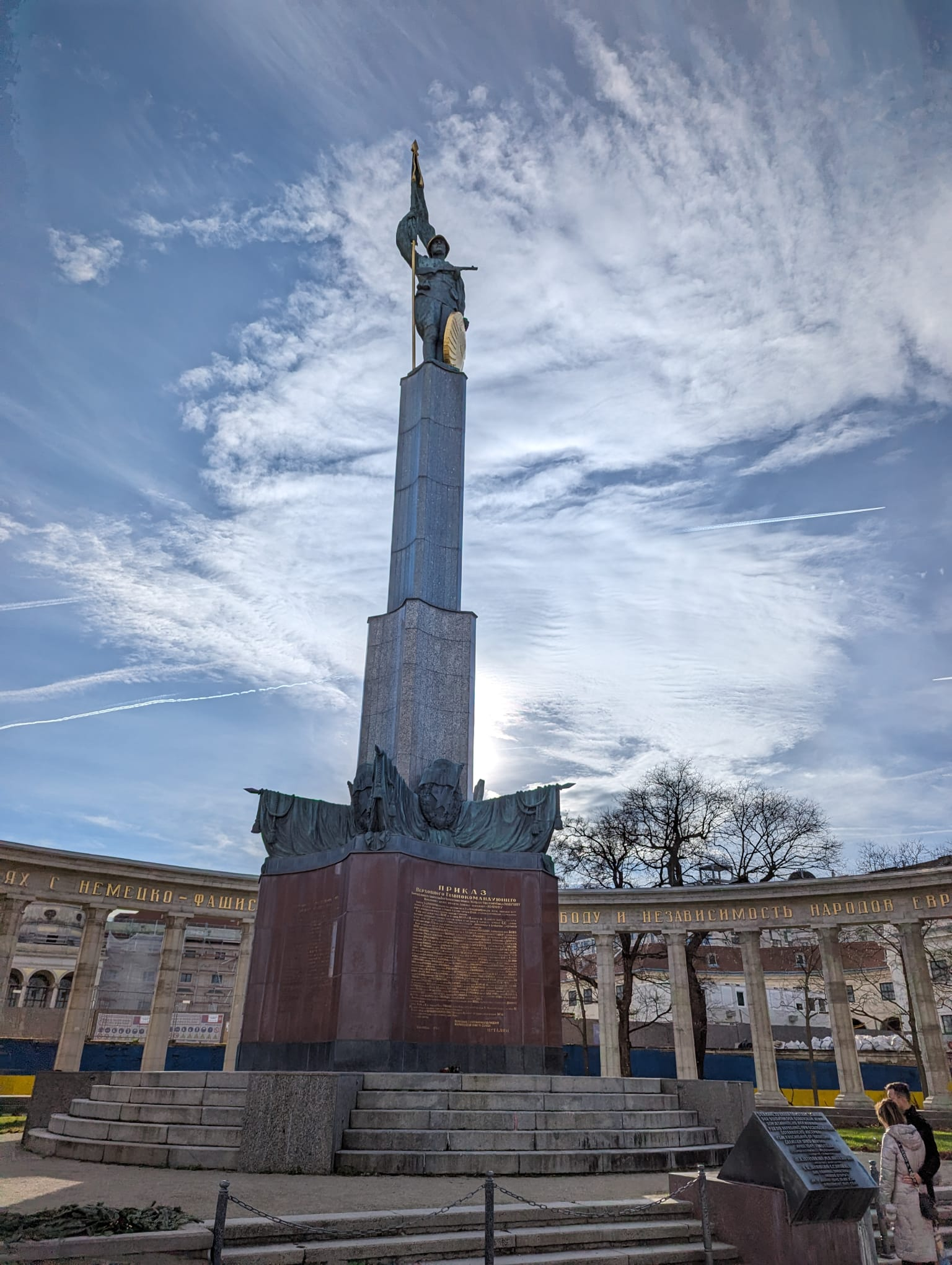
Vista general frontal del monument.
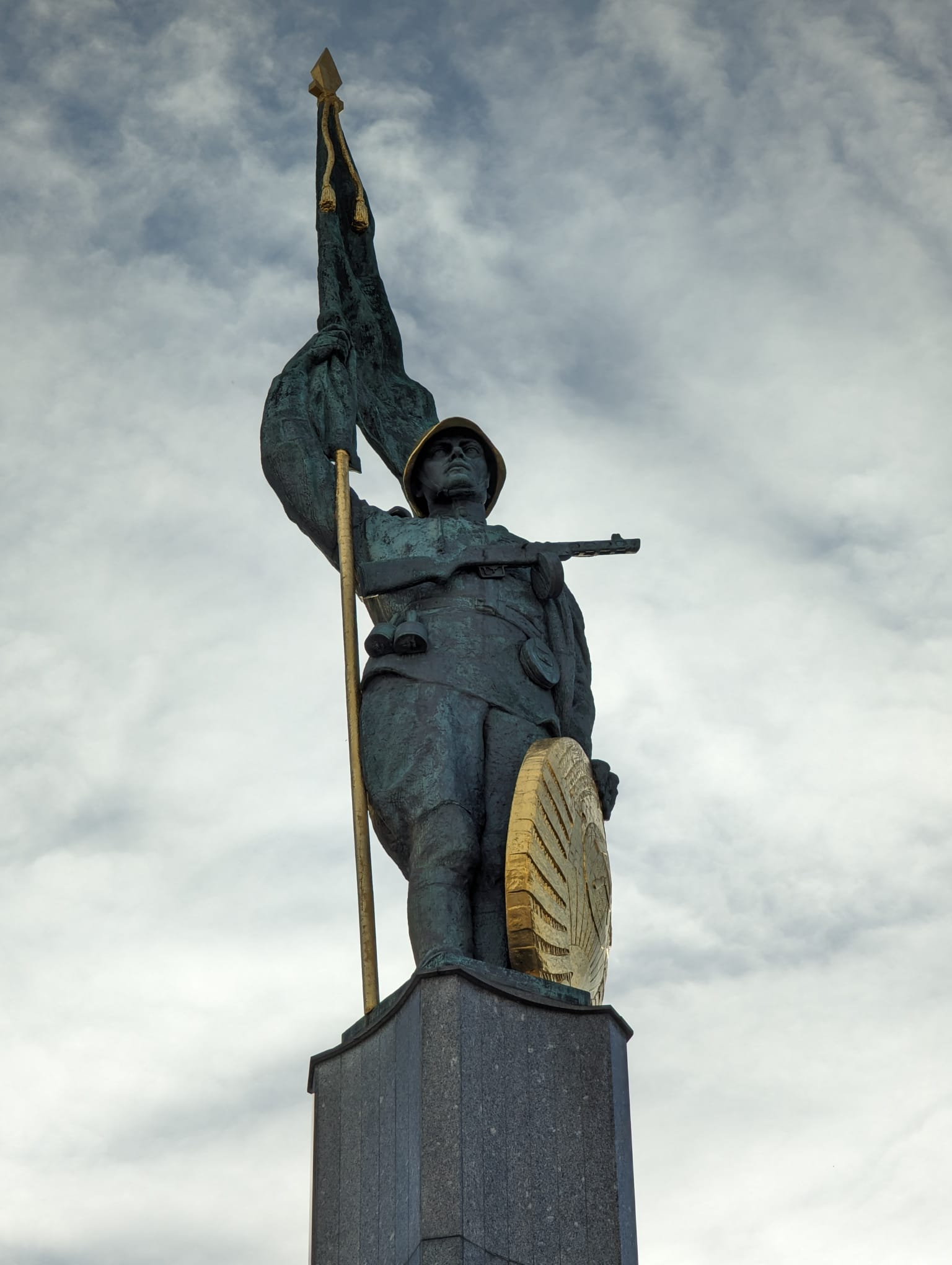
Figura que representa els soldats de l'exèrcit soviètic de la Segona Guerra Mundial, coneguts com a soldats de l'exèrcit roig.
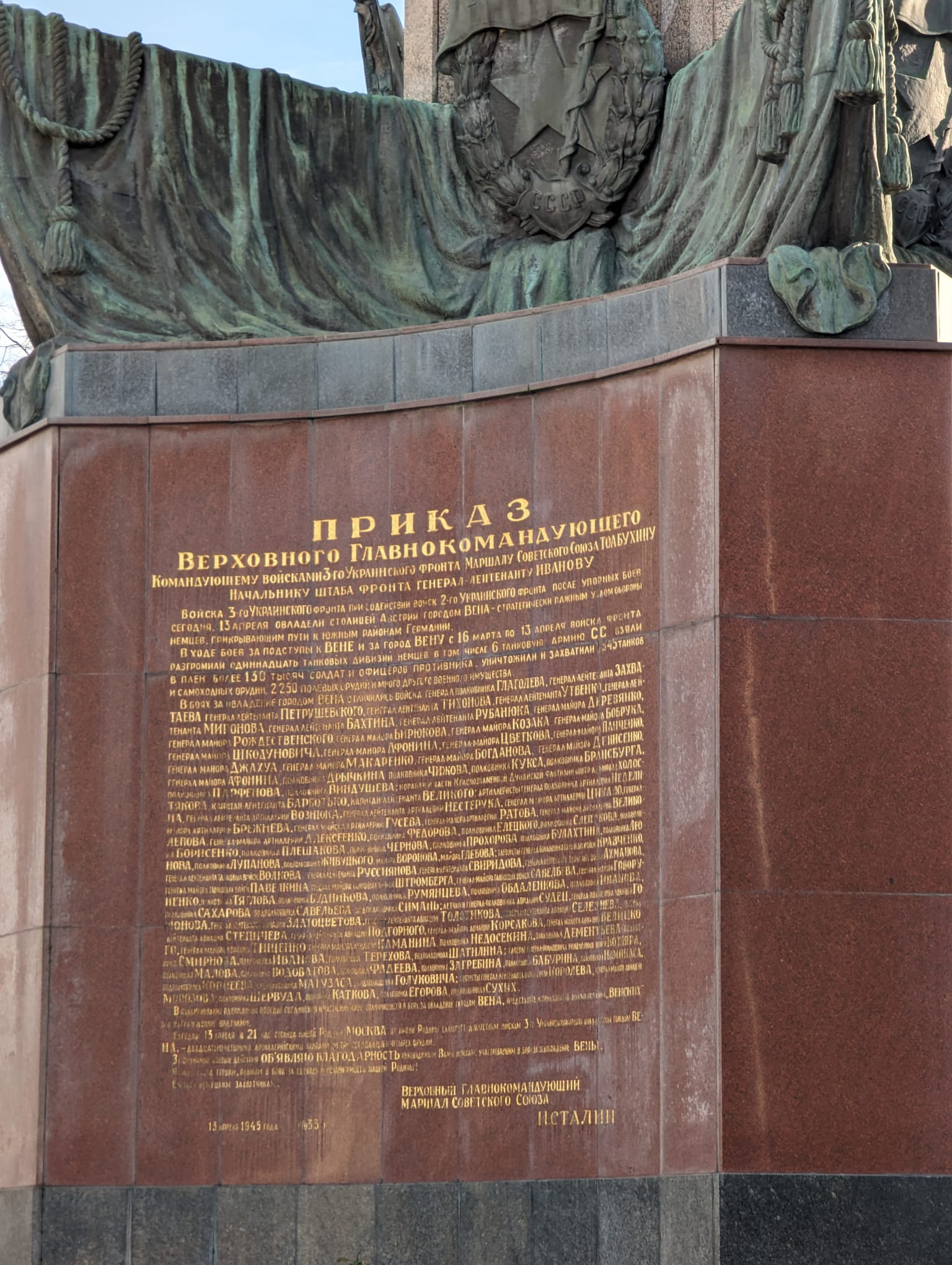
Detall de la pedra amb el text de l'ordre del comandant en cap suprem I.V. Stalin en relació amb la presa de Viena el 13 d'abril de 1945.